# یواس‌اس هریسون (۱۷۶۱)
یواس‌اس هریسون (۱۷۶۱) (به انگلیسی: USS Harrison (1761)) یک کشتی بود که طول آن not known بود. این کشتی در سال ۱۷۶۱ ساخته شد.